# سیارک ۱۲۶۷۴۹
سیارک ۱۲۶۷۴۹ (به انگلیسی: 126749 Johnjones، نامگذاری:2002DQ1) صد و بیست و شش هزار و هفتصد و چهل و نهمین سیارک کشف شده‌است که در ۲۰ فوریه ۲۰۰۲ کشف شد.